# ناحیه امبوی، شهرستان کاتنوود، مینه‌سوتا
شهرستان امبوی، بخش کاتنوود، مینه‌سوتا (به انگلیسی: Amboy Township, Cottonwood County, Minnesota) یک منطقهٔ مسکونی در ایالات متحده آمریکا است که در مینه‌سوتا واقع شده‌است.

## خصوصیات
شهرستان امبوی ۹۲٫۳ کیلومترمربع مساحت و ۱۶۴ نفر جمعیت دارد و ۴۴۳ متر بالاتر از سطح دریا واقع شده‌است.